# أليكس كريفيل
أليكس كريفيل (بالإسبانية: Àlex Crivillé) هو متسابق دراجات نارية إسباني فاز ببطولة سباق الجائزة الكبرى للدراجات النارية. نافس في سباقات بطولة العالم لفئة 500 سي سي ولفئة 250 سي سي ولفئة 125 سي سي ولفئة 50 سي سي.

## البطولات
- سباق الجائزة الكبرى للدراجات النارية 1989
- سباق الجائزة الكبرى للدراجات النارية 1999

## روابط خارجية
- أليكس كريفيل على موقع eWRC-results.com (الإنجليزية)
- أليكس كريفيل على موقع MotoGP.com (الإنجليزية)